# Granisétron
Le granisétron est un antagoniste 5HT3 utilisé pour prévenir les nausées et les vomissements causés par la chimiothérapie anticancéreuse et la radiothérapie. 
Le granisétron a été inventé en Grande-Bretagne vers 1988. Il existe sous forme de médicament générique.
Nom commercial : Kytril®

## Efficacité
Donné en une prise, il est aussi efficace que l'ondansétron, donné en plusieurs prises, pour la prévention des vomissements au cours des chimiothérapies, qu'il soit donné seul ou en association avec un corticoïde. Il semble plus efficace que le tropisétron dans cette indication.